# Rameau iliaque de l'artère ilio-lombaire
Le rameau iliaque de l'artère ilio-lombaire est une artère systémique paire de l'abdomen qui vascularise l'os iliaque et les muscles iliaque, transverse, obliques externe et interne.

## Origine
Le rameau iliaque de l'artère ilio-lombaire nait de l'artère ilio-lombaire en provenance du tronc postérieur de l'artère iliaque interne.

## Trajet
Le rameau iliaque de l'artère ilio-lombaire se dirige latéralement dans la fosse iliaque interne vers la crête iliaque croisant la face antérieure du muscle iliaque.

## Terminaison
Le rameau iliaque de l'artère ilio-lombaire se termine en branches musculaires pour le muscle iliaque et les muscles transverse, obliques externe et interne.
Elles fournit également des branche de vascularisation aux structures adjacentes à ces muscles dont le fascia iliaque.
Des branches osseuses pénètrent par les canaux nourriciers de l'os iliaque.
Le rameau iliaque s'anastomose avec l'artère circonflexe iliaque profonde.